# 敘事醫學
敘事醫學（Narrative medicine）是一種医学的方式，在臨床實務、研究及教育中用患者的叙事作為一種幫助痊癒的方式。敘事醫學的目的是在處理伴隨著身體疾病出現，關係上以及心理上的問題，也設法應對患者的個人故事。在進行敘事醫學的過程中，不單是確認患者的體驗，也鼓勵醫師的創造力以及自我反思。

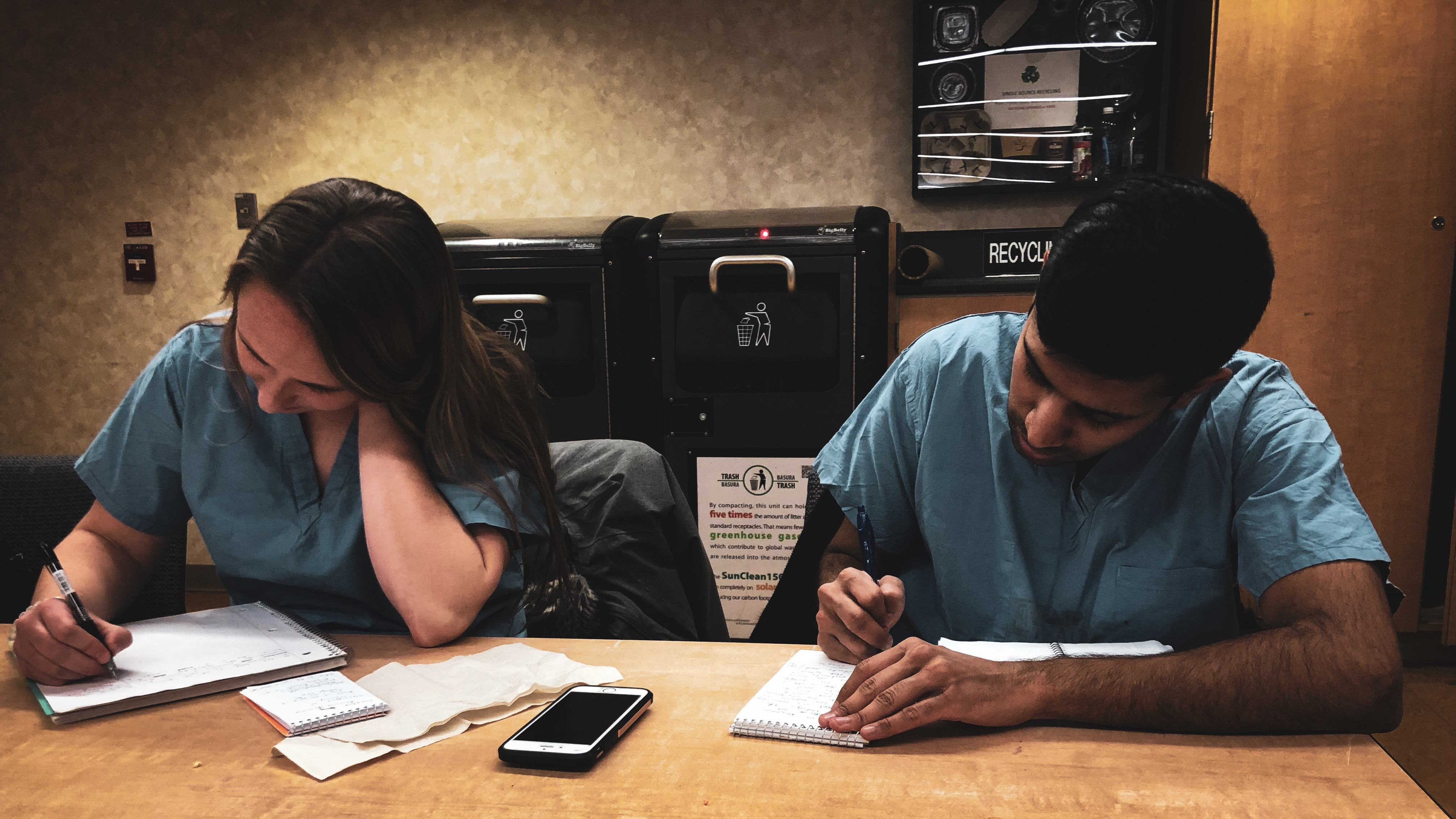
二名Lewis Katz醫學院一年級的學生，在寫他們在醫院中的經歷

## 歷史
卡內基促進教學基金會在1910年創立了Flexner報告，目的是要重新定義醫學教育的實務。在報告中，提到醫學的正確目的是「設法和疾病對抗」。Flexner寫到：「醫療人員要處理兩方面的事務。一方面是要靠化學、物理及生物學進行，另一方面的事務是更微妙的，需要用另一種感知和欣賞的工具來處理。在這方面的準備更加的困難，必須靠著必要的洞察力及同情心，面對變化並且越來越廣的文化體驗。」。20世紀末敘事醫學的產生。也意味了重新重視在醫療過程中，較廣的文化因素。
哥倫比亞大學醫學中心就是早期開始敘事醫學的著名醫學學校之一。課程是為了醫學院的學生所設計，他們認為敘事醫學可以大幅的改變其醫療方式。
「敘事醫學透過敘事能力來強化學生的臨床實務，這些敘事能力包括了可以理解、吸收、消化、詮釋病患的故事，以及被病患的故事動容。透過敘事訓練，敘事醫學課程可以幫助醫師、護理師、社工人員、醫療專業人員、院牧、學術研究者，以及所有關注敘事及醫學關係的人，讓他們和病患以及同事建立相關的技術，以便提昇治療效果。我們研究及外展的使命是讓這些想法以及實務可以概念化、評估，並且在美國及國際間推展。」
Rita Charon擔任這個計劃的執行長，針對醫師接受敘事訓練的好處進行演講，並且出版，認為敘事訓練可以增加醫師在醫療專業領域上的同理心和反思。
自從1990年代起，像Rachel Naomi Remen及Rita Charon已提出醫療實務的架構需要以病患的敘事為主體

## 教學計劃
美國有許多學校提供敘事醫學的進階課程，像是哥倫比亞大學醫學中心、及加利福尼亞大學爾灣分校的醫學院。有關敘事醫學學習的趨勢已擴展到美國以外的地區。為了提昇醫學生這類的敘事，英國醫學期刊也增加了寫作的課程。

## 延伸閱讀
- Charon, Rita (2008). Narrative Medicine: Honoring the Stories of Illness, Oxford University Press.
- Charon, Rita et al. (2016). The Principles and Practice of Narrative Medicine, Oxford University Press.
- Greenhalgh, Trisha; editor (1998). Narrative Based Medicine, BMJ books.
- Hunter, Kathryn Montgomery (1991). Doctors' Stories: The Narrative Structure of Medical Knowledge, Princeton University Press.
- Launer, John (2018). Narrative-Based Practice in Health and Social Care: Conversations Inviting Change, 2nd Edition, Routledge.
- Marini, Maria Giulia (2016). Narrative Medicine: Bridging the Gap between Evidence-Based Care and Medical Humanities, Springer.
- Marini, Maria Giulia (2019). Languages of Care in Narrative Medicine: Words, Space and Time in the Healthcare Ecosystem, Springer.
- Mehl-Madrona, Lewis (2007).  Narrative Medicine: The Use of History and Story in the Healing Process, Bear & Company.
- Mehl-Madrona, Lewis (2010). Healing the Mind through the Power of Story: The Promise of Narrative Psychiatry, Bear & Company.
- Robertson, Colin; editor (2016). Storytelling in Medicine, Routledge.

## 外部連結
- https://www.utne.com/mind-and-body/narrative-medicine-heals-bodies-and-souls （页面存档备份，存于）
- https://www.npr.org/templates/story/story.php?storyId=1480863 （页面存档备份，存于）
- Intima: A Journal of Narrative Medicine （页面存档备份，存于）
- Columbia | Narrative Medicine （页面存档备份，存于）
- Northwest Narrative Medicine Collaborative （页面存档备份，存于） - community of narrative medicine, medical humanities, and health humanities practitioners in the U.S. Pacific Northwest
- English language articles at Italian Narrative Medicine website （页面存档备份，存于）